# Draft WNBA 1999
Il Draft WNBA 1999 fu il terzo draft tenuto dalla WNBA e si svolse in quattro fasi.
Nella prima (15 settembre 1998), chiamata Initial expansion player allocation, 2 giocatrici vennero assegnate alle due squadre appena entrate nella lega, senza alcun ordine particolare. Nella seconda (6 aprile 1999), si svolse un Expansion draft, sempre a vantaggio delle due nuove squadre. Nella terza (3 maggio 1999), chiamata Post expansion player allocation, altre 2 giocatrici vennero assegnate alle due nuove squadre. Nella quarta (4 maggio 1999) si tenne il draft vero e proprio.

## Initial expansion player allocation
| Scelta | Giocatrice          | Nazionalità | Squadra WNBA    | College/Squadra di club |
| ------ | ------------------- | ----------- | --------------- | ----------------------- |
| 1      | Kristin Folkl (F)   | Stati Uniti | Minnesota Lynx  | Stanford Cardinal       |
| 2      | Nykesha Sales (G/F) | Stati Uniti | Orlando Miracle | UConn Huskies           |

## Expansion draft
| Scelta | Giocatrice            | Nazionalità | Nuova squadra   | Vecchia squadra     |
| ------ | --------------------- | ----------- | --------------- | ------------------- |
| 1      | Brandy Reed (F)       | Stati Uniti | Minnesota Lynx  | Phoenix Mercury     |
| 2      | Andrea Congreaves (F) | Regno Unito | Orlando Miracle | Charlotte Sting     |
| 3      | Kim Williams (G)      | Stati Uniti | Minnesota Lynx  | Utah Starzz         |
| 4      | Kisha Ford (G)        | Stati Uniti | Orlando Miracle | New York Liberty    |
| 5      | Octavia Blue (G)      | Stati Uniti | Minnesota Lynx  | Los Angeles Sparks  |
| 6      | Yolanda Moore (F)     | Stati Uniti | Orlando Miracle | Houston Comets      |
| 7      | Adia Barnes (F)       | Stati Uniti | Minnesota Lynx  | Sacramento Monarchs |
| 8      | Adrienne Johnson (G)  | Stati Uniti | Orlando Miracle | Cleveland Rockers   |

## Post expansion draft player allocation
| Scelta | Giocatrice            | Nazionalità | Squadra WNBA    | College/Squadra di club                       |
| ------ | --------------------- | ----------- | --------------- | --------------------------------------------- |
| 1      | Katie Smith (F)       | Stati Uniti | Minnesota Lynx  | Ohio St. Buckeyes (dalle Columbus Quest, ABL) |
| 2      | Shannon Johnson (G/F) | Stati Uniti | Orlando Miracle | S.C. Gamecocks (dalle Columbus Quest, ABL)    |

## College draft
|  | Giocatrici selezionate per l'all-star game WNBA |

### Primo giro
| Scelta | Giocatrice               | Nazionalità | Squadra WNBA        | College/Squadra di club                            |
| ------ | ------------------------ | ----------- | ------------------- | -------------------------------------------------- |
| 1      | Chamique Holdsclaw (G/F) | Stati Uniti | Washington Mystics  | Tenn. L. Volunteers                                |
| 2      | Yolanda Griffith (F/C)   | Stati Uniti | Sacramento Monarchs | Florida Atlantic Owls (dalle Chicago Condors, ABL) |
| 3      | Natalie Williams (C)     | Stati Uniti | Utah Starzz         | UCLA Bruins (dalle Portland Power, ABL)            |
| 4      | DeLisha Milton (F)       | Stati Uniti | Los Angeles Sparks  | Florida Gators (dalle Portland Power, ABL)         |
| 5      | Jennifer Azzi (G)        | Stati Uniti | Detroit Shock       | Stanford Cardinal (dalle San Jose Lasers, ABL)     |
| 6      | Crystal Robinson (F)     | Stati Uniti | New York Liberty    | SOSU S. Storm (dalle Colorado Xplosion, ABL)       |
| 7      | Tonya Edwards (G)        | Stati Uniti | Minnesota Lynx      | Tenn. L. Volunteers (dalle Columbus Quest, ABL)    |
| 8      | Tari Phillips (F)        | Stati Uniti | Orlando Miracle     | UCF Knights (dalle Colorado Xplosion, ABL)         |
| 9      | Dawn Staley (G)          | Stati Uniti | Charlotte Sting     | Virginia Cavaliers (dalle Philadelphia Rage, ABL)  |
| 10     | Edna Campbell (G)        | Stati Uniti | Phoenix Mercury     | Texas Longhorns (dalle Colorado Xplosion, ABL)     |
| 11     | Chasity Melvin (C)       | Stati Uniti | Cleveland Rockers   | NCSU Wolfpack (dalle Philadelphia Rage, ABL)       |
| 12     | Natal'ja Zasul'skaja (F) | Russia      | Houston Comets      |                                                    |

### Secondo giro
| Scelta | Giocatrice               | Nazionalità | Squadra WNBA        | College/Squadra di club                           |
| ------ | ------------------------ | ----------- | ------------------- | ------------------------------------------------- |
| 13     | Shalonda Enis (F)        | Stati Uniti | Washington Mystics  | Alabama Crim. Tide (dalle Seattle Reign, ABL)     |
| 14     | Kedra Holland-Corn (G)   | Stati Uniti | Sacramento Monarchs | Georgia L. Bulld. (dalle San Jose Lasers, ABL)    |
| 15     | Debbie Black (G)         | Stati Uniti | Utah Starzz         | St. Joseph's Hawks (dalle Colorado Xplosion, ABL) |
| 16     | Clarisse Machanguana (C) | Mozambico   | Los Angeles Sparks  | ODU L. Monarchs (dalle San Jose Lasers, ABL)      |
| 17     | Val Whiting (C)          | Stati Uniti | Detroit Shock       | Stanford Cardinal (dalle Seattle Reign, ABL)      |
| 18     | Michele Van Gorp (C)     | Stati Uniti | New York Liberty    | Duke Blue Devils                                  |
| 19     | Trisha Fallon (G/F)      | Australia   | Minnesota Lynx      |                                                   |
| 20     | Sheri Sam (F/G)          | Stati Uniti | Orlando Miracle     | Vand. Commodores (dalle San Jose Lasers, ABL)     |
| 21     | Stephanie White (G/F)    | Stati Uniti | Charlotte Sting     | Purdue Boilerm.                                   |
| 22     | Clarissa Davis (F)       | Stati Uniti | Phoenix Mercury     | Texas Longhorns (dalle San Jose Lasers, ABL)      |
| 23     | Mery Andrade (F)         | Stati Uniti | Cleveland Rockers   | ODU L. Monarchs                                   |
| 24     | Sonja Henning (G)        | Stati Uniti | Houston Comets      | Stanford Cardinal (dalle Portland Power, ABL)     |

### Terzo giro
| Scelta | Giocatrice            | Nazionalità | Squadra WNBA        | College/Squadra di club                                 |
| ------ | --------------------- | ----------- | ------------------- | ------------------------------------------------------- |
| 25     | Andrea Nagy (G)       | Ungheria    | Washington Mystics  | FIU Panthers (dalle Philadelphia Rage, ABL)             |
| 26     | Kate Starbird (G)     | Stati Uniti | Sacramento Monarchs | Stanford Cardinal (dalle Seattle Reign, ABL)            |
| 27     | Adrienne Goodson (F)  | Stati Uniti | Utah Starzz         | ODU L. Monarchs (dalle Chicago Condors, ABL)            |
| 28     | Ukari Figgs (G)       | Stati Uniti | Los Angeles Sparks  | Purdue Boilerm.                                         |
| 29     | Dominique Canty (G/F) | Stati Uniti | Detroit Shock       | Alabama Crim. Tide                                      |
| 30     | Tamika Whitmore (C)   | Stati Uniti | New York Liberty    | Memphis Tigers                                          |
| 31     | Andrea Lloyd (F)      | Stati Uniti | Minnesota Lynx      | Texas Longhorns (dalle Columbus Quest, ABL)             |
| 32     | Taj McWilliams (C)    | Stati Uniti | Orlando Miracle     | St. Edward's Hilltoppers (dalle Philadelphia Rage, ABL) |
| 33     | Charlotte Smith (F)   | Stati Uniti | Charlotte Sting     | N. Carol. Tar Heels (dalle San Jose Lasers, ABL)        |
| 34     | Lisa Harrison (F)     | Stati Uniti | Phoenix Mercury     | Tenn. L. Volunteers (dalle Columbus Quest, ABL)         |
| 35     | Tracy Henderson (C)   | Stati Uniti | Cleveland Rockers   | Georgia L. Bulld. (dalle Nashville Noise, ABL)          |
| 36     | Kara Wolters (C)      | Stati Uniti | Houston Comets      | UConn Huskies (dalle New England Blizzard, ABL)         |

### Quarto giro
| Scelta | Giocatrice            | Nazionalità | Squadra WNBA        | College/Squadra di club                          |
| ------ | --------------------- | ----------- | ------------------- | ------------------------------------------------ |
| 37     | Jenny Whittle (C)     | Australia   | Washington Mystics  |                                                  |
| 38     | Amy Herrig (C)        | Stati Uniti | Sacramento Monarchs | Iowa Hawkeyes                                    |
| 39     | Dalma Iványi (G)      | Ungheria    | Utah Starzz         | FIU Panthers                                     |
| 40     | La'Keshia Frett (F)   | Stati Uniti | Los Angeles Sparks  | Georgia L. Bulld. (dalle Philadelphia Rage, ABL) |
| 41     | Astou Ndiaye (F/C)    | Senegal     | Detroit Shock       | SNU Crimson Storm (dalle Seattle Reign, ABL)     |
| 42     | Carolyn Jones (G)     | Stati Uniti | New York Liberty    | Auburn Tigers (dalle New England Blizzard, ABL)  |
| 43     | Sonja Tate (G)        | Stati Uniti | Minnesota Lynx      | ASU Red Wolves (dalle Columbus Quest, ABL)       |
| 44     | Carla McGhee (F)      | Stati Uniti | Orlando Miracle     | Tenn. L. Volunteers (dalle Columbus Quest, ABL)  |
| 45     | Angie Braziel (F)     | Stati Uniti | Charlotte Sting     | TTU Lady Raiders                                 |
| 46     | Amanda Wilson (F)     | Stati Uniti | Phoenix Mercury     | L.T. Lady Techsters                              |
| 47     | Kellie Jolly (G)      | Stati Uniti | Cleveland Rockers   | Tenn. L. Volunteers                              |
| 48     | Jennifer Rizzotti (G) | Stati Uniti | Houston Comets      | UConn Huskies (dalle New England Blizzard, ABL)  |
| 49     | Angie Potthoff (F)    | Stati Uniti | Minnesota Lynx      | Penn State L. Lions (dalle Columbus Quest, ABL)  |
| 50     | Elaine Powell (G)     | Stati Uniti | Orlando Miracle     | LSU Lady Tigers (dalle Portland Power, ABL)      |